# Consejo de la Nación de Argelia
El Consejo de la Nación de Argelia o ﻣﺠﻠﺲ الأمة (Majlis al-Oumma) es un órgano legislativo de Argelia creado por la reforma constitucional del 28 de noviembre de 1996. Es la cámara alta del Parlamento de Argelia. 96 de sus miembros son ser elegidos por sufragio indirecto a través de un colegio electoral y los 48 restantes son elegidos mediante designación presidencial, y tiene la capacidad de veto sobre los procedimientos legislativos. El actual presidente es Abdelkader Bensalah y el vicepresidente es Zohra Drif.

## Composición
El Consejo cuenta con 144 miembros:
- 96 elegidos mediante sufragio indirecto y secreto (2/3)
- 48 designados por el presidente de la República (1/3)

El número de miembros del Consejo puede alcanzar, como máximo, la mitad de los miembros de la Asamblea Nacional Popular.

## Elecciones
Hay 48 circunscripciones binominales (2 escaños), que corresponden al número de wilayas (departamentos) del país. La elección del candidato se realiza mediante un sistema de dos vueltas, siendo elegido el que alcance la mayoría. Para poder participar en estas elecciones es necesario pertenecer a las asambleas populares de los wilayas o a las asambleas populares comunales. Para poder ser elegido se debe pertenecer a alguna de estas asambleas y tener al menos 40 años de edad. El mandato es de 6 años, aunque la mayoría de la cámara lo puede revocar si se demuestra que se ha tenido un comportamiento indigno. La mitad de la Cámara se renueva cada 3 años.